# Rasmus Kjær
Rasmus Kjær Pedersen (* 4. Oktober 1998 in Glostrup Kommune) ist ein dänischer Badmintonspieler.

## Karriere
Kjær begann mit neun Jahren Badminton zu spielen. 2011 wurde er in den Kader der Nachwuchsnationalmannschaft aufgenommen, bevor er fünf Jahre später dänischer Juniorenmeister im Herrendoppel wurde. Im gleichen Jahr triumphierte er außerdem zum ersten Mal bei einem internationalen Wettkampf, als er bei den Finnish International mit Jeppe Bay Erster wurde. 2017 erspielte Kjær mit dem dänischen Team die Bronzemedaille bei den Junioreneuropameisterschaften und zog ins Endspiel der Slovenian International und der Bulgaria Open ein, während er bei der folgenden Austragung der internationalen slowenischen Meisterschaften gewann. In der folgenden Saison erreichte der Däne an der Seite von Joel Eipe das Finale der Austrian International und der Spanish International. Mit seinem neuen Doppelpartner Frederik Søgaard war Kjær 2022 bei den Polish Open und den Dutch International erfolgreich.

## Sportliche Erfolge
| Jahr | Veranstaltung                       | Platz | Disziplin    | Spielpartner          |
| ---- | ----------------------------------- | ----- | ------------ | --------------------- |
| 2016 | Finnish International 2016          | 1.    | Herrendoppel | Jeppe Bay             |
| 2016 | Dänische Juniorenmeisterschaft 2016 | 1.    | Herrendoppel | Jeppe Bay             |
| 2017 | Slovenia International 2017         | 2.    | Herrendoppel | Jeppe Bay             |
| 2017 | Bulgaria Open 2017                  | 2.    | Herrendoppel | Jeppe Bay             |
| 2017 | Junioreneuropameisterschaft 2017    | 3.    | Mannschaft   | Dänemark              |
| 2018 | Danish Junior Cup 2018              | 1.    | Herrendoppel | Jesper Toft           |
| 2018 | Danish Junior Cup 2018              | 1.    | Mixed        | Irina Amalie Andersen |
| 2019 | Austrian International 2019         | 2.    | Herrendoppel | Joel Eipe             |
| 2019 | Spanish International 2019          | 2.    | Herrendoppel | Joel Eipe             |
| 2022 | Polish Open 2022                    | 1.    | Herrendoppel | Frederik Søgaard      |
| 2022 | Dutch International 2022            | 1.    | Herrendoppel | Frederik Søgaard      |
| 2022 | Welsh International                 | 1.    | Herrendoppel | Frederik Søgaard      |
| 2023 | Denmark Masters                     | 1.    | Herrendoppel | Frederik Søgaard      |